# تيد مكمين
تيد مكمين (بالإنجليزية: Ted McMinn)‏ هو لاعب كرة قدم بريطاني في مركز نصف الجناح، ولد في 28 سبتمبر 1962 في Castle Douglas ‏ في المملكة المتحدة. لعب مع برمنغهام سيتي وديربي كاونتي وكوين أوف ساوث ونادي إشبيلية ونادي بيرنلي ونادي رينجرز ونادي سلاو تاون.